# Лиса и заяц
«Лиса и заяц» — советский мультипликационный фильм режиссёра Юрия Норштейна, русская народная сказка в пересказе Владимира Ивановича Даля.

## Сюжет
Зима. В лесу живут Лиса и Заяц. Первая живёт в «ледяной избушке», второй — в «лубяной». Лисья избушка красивее, но — вот беда! — по весне она тает, и Лиса решается на захват жилища Зайца. Используя преимущество в физической силе, она достигает этого без особого труда, и бездомный Заяц идёт «куда глаза глядят». На его пути встречается Волк, который, неожиданно проникнувшись бедственным положением Зайца, решает помочь ему выгнать захватчицу, но Лиса, используя словесные угрозы, прогоняет и его.
Затем история повторяется при встрече Зайца с Медведем.
Следующим ему пытается помочь Бык. И опять-таки безуспешно.
Потом Зайцу встречается Петух, который также отправляется выгонять Лису-захватчицу. Используя свою саблю и храбрость, он выгоняет Лису, и остаётся жить вместе с Зайцем.

## Создание
«Лиса и заяц» был первой совместной работой режиссёра Юрия Норштейна и его жены, художницы Франчески Ярбусовой. В программе «Мир анимации или анимация мира» она вспоминала о сдаче фильма: «А как они „Лису и зайца“ не принимали, то есть, они говорили, что у зайчика еврейские глаза грустные».
Текст от автора читает Виктор Хохряков.

## Награды на фестивалях
- 1974 — II Международный Фестиваль анимационных фильмов в Загребе (Югославия) — Первая премия за лучший детский фильм и Специальная премия Загреба;
- 1974 — VII Всесоюзный кинофестиваль в Баку — Первая премия по разделу мультфильмов